# Andrei Mutulescu
Andrei Mutulescu (* 5. April 1988 in Bukarest; † 11. April 2011 ebenda) war ein rumänischer Fußballspieler.

## Karriere
Mutulescu begann 1996 in seiner Heimatstadt beim FC Național Bukarest mit dem Fußballspielen. Ab 2002 besuchte er die Fußballschule von Nucet und galt als einer der wertvollsten Spieler, den diese Schule je hervorgebracht hatte. Von 2005 bis 2006 wurde er an den Drittligisten FC Snagov ausgeliehen, mit dem er zum Saisonende den Aufstieg in die Liga II schaffte. Von 2006 bis 2007 spielte er bei Forex Brașov, wo er als Achtzehnjähriger in der Liga II debütierte. 2006 lief Mutulescu für die rumänische U19-Nationalmannschaft auf. Insgesamt kam er auf über 40 Länderspiele in den verschiedenen Altersklassen der Junioren und erzielte dabei 19 Tore.
Anfang 2007 bestritt der defensive Mittelfeldspieler einige Freundschaftsspiele für den FCM Târgoviște, ohne dabei allerdings den Trainer Vasile Silaghi von seinem Können zu überzeugen. Im Sommer 2007 weigerte sich Mutulescu, seinen Vertrag mit den Verantwortlichen der Fußballschule Nucet zu verlängern. Einer dreijährigen Zwangssperre konnte er entgehen, indem er am 6. August 2007 einen Vertrag beim moldawischen Meister Sheriff Tiraspol unterschrieb, der die Fußballschule entsprechend entschädigte. Bereits Ende des Monats lieh Sheriff ihn an den Ortsrivalen FC Tiraspol aus, für den er am 30. August 2007 beim Heimspiel gegen FC Dacia Chișinău sein Debüt in der Divizia Națională gab.
Um weiterhin für die rumänische U19-Nationalmannschaft berücksichtigt werden zu können, ließ sich Mutulescu auf Anraten des Trainers Emil Săndoi im Sommer 2008 an den rumänischen Zweitligisten FCM Târgoviște ausleihen. Dort schaffte er es zwar in den Kader der ersten Mannschaft, ohne jedoch in einem offiziellen Spiel eingesetzt zu werden. Nach einigen Spielen für die zweite Mannschaft in der Liga IV kehrte er im November 2008 zu FC Tiraspol zurück.
Im Februar 2009 wechselte Mutulescu zu dem von Roland Nagy trainierten rumänischen Zweitligisten UTA Arad und konnte in der Rückrunde der Saison 2008/09 zwei Tore erzielen. Nachdem der Verein seine Gehaltsforderungen nicht erfüllen wollte, absolvierte er im Sommer 2010 ein Probetraining beim albanischen Erstligaaufsteiger KS Kastrioti Kruja, entschied sich wegen der räumlichen Nähe zum Kosovo aber gegen eine Vertragsunterzeichnung. Ab dem 1. September 2010 spielte er für Farul Constanța, doch der Verein trennte sich von ihm zum Ende der Hinrunde 2010/11. Im September 2010 waren bei Untersuchungen Herzprobleme bei Mutulescu festgestellt worden, dennoch wurde ihm am 20. September 2010 von dem Bukarester Nationalen Institut für Sportmedizin eine sechsmonatige Spielerlaubnis erteilt. Anfang 2011 absolvierte er einige Freundschaftsspiele für Juventus Colentina Bukarest und brach dabei am 15. Februar in Berceni während des Spiels gegen Săgeata Năvodari auf dem Platz zusammen. Er konnte von den Ärzten gerettet werden und verbrachte einige Tage in einem Bukarester Krankenhaus. Dort wurde ihm jegliche sportliche Anstrengung bis Mai 2011 untersagt.
Mutulescu brach am 11. April 2011 während eines Fußballspiels mit Freunden erneut zusammen und verstarb am Abend desselben Tages im Spitalul Clinic de Urgențǎ Floreasca in Bukarest.